# Radioåret 1996

## Händelser

### Januari
- 26 januari - I Sverige börjar reklamradiostationerna Radio Match sända i Värnamo.
- 29 januari - I Sverige går reklamradiostationerna Z-Radio upp i Radio Rix. Den nya kanalens slogan blir Dagens hits och gårdagens favoriter.

### April
- 19 april - I Sverige startar reklamradiostationen Lugna Favoriter sändningar i Stockholm. Lugna Favoriter ersätter därmed Radio Q.

### Juni
- Juni - Sveriges Radio startar sändningar över datanätet Internet.

### Augusti
- 26 augusti - I Sverige startar Radio Match sin andra station, i Värnamo.

## Radioprogram

### Sveriges Radio
- 1 december - Årets julkalender är Bråkar och Johanna.[1]

## Avlidna
- 24 februari – Peter Granberg, 67, svensk programledare (Melodikrysset).
- 6 maj – Pekka Langer, 76, svensk författare och programledare i TV och radio.[2]

### Fotnoter
1. ↑  ”1996, Bråkar och Johanna”. Sveriges Radio. http://sverigesradio.se/barn/julkalendrar/1996.stm. Läst 31 augusti 2015.
2. ↑   Horisont 1996. Bertmarks